# Reggimenti della Provincia della Bassa Sassonia
La Provincia della Bassa Sassonia consisteva principalmente dei principati del Ducato di Brunswick-Lüneburg, Meclemburgo-Schwerin, Holstein ed alcune città imperiali come Amburgo, Brema e Lubecca. In questa provincia si trovavano anche territori dipendenti da potenze straniere che però non contribuivano all'esercito imperiale: l'Hannover del Regno Unito, l'arcivescovato di Magdeburgo ed il principato episcopale di Halbertstadt della Prussia, l'arcivescovato di Brema della Svezia e l'Holstein della Danimarca. La provincia ha avuto un ruolo molto limitato nella storia militare del Sacro Romano Impero ed i suoi soldati sono stati impiegati prevalentemente nelle guerre turche e nella guerra contro la Francia nel 1674.
Legenda
"(1555)" ecc. secondo la numerazione di Tessin | - luogo di stanza| * origine | † dissoluzione | > trasformazione in | = doppia funzione come reggimento imperiale e reggimento permanente dell'esercito dello stato offerente. Per gli eserciti permanenti sono indicati anche i nomi dei comandanti e il loro periodo di inizio servizio che si intende terminato all'arrivo del comandante successivo.

## Reggimenti esistenti a breve termine

### Fanteria
- Niedersächsisches Kreis-Infanterieregiment (1599/1) - Hohenlohe *1599†
- Niedersächsisches Kreis-Infanterieregiment (1599/2) - Reydt *1599†
- Niedersächsisches Kreis-Infanterieregiment (1621/4) - Re di Danimarca *1621†
- Niedersächsisches Kreis-Infanterieregiment (1621/5) - Wopersmow *1621†
- Niedersächsisches Kreis-Infanterieregiment (1621/6) - Plate *1621†
- Niedersächsisches Kreis-Infanterieregiment (1621/7) - Duca Giorgio di Lüneburg *1621†
- Niedersächsisches Kreis-Infanterieregiment (1623/2) - Duca Giorgio di Lüneburg *1624†
- Niedersächsisches Kreis-Infanterieregiment (1663/2) - Mücheln *1663 - 1664† > Allianz/Braunschweig
- Niedersächsisches Kreis-Infanterieregiment (1664/2) - Ende *1664†
- Niedersächsisches Kreis-Infanterieregiment (1674/2) - Rolshausen *1674 - 1675†

### Cavalleria
- Niedersächsisches Kreis-Kavallerieregiment (1595) - Restorf *1595†
- Niedersächsisches Kreis-Kavallerieregiment (1596) - Duca Francesco di Lüneburg *1596†
- Niedersächsisches Kreis-Kavallerieregiment (1597) - Duca Augusto di Lüneburg *1597†
- Niedersächsisches Kreis-Kavallerieregiment (1621/1) - Re di Danimarca *1621†
- Niedersächsisches Kreis-Kavallerieregiment (1621/2) - Wetbergen *1621†
- Niedersächsisches Kreis-Kavallerieregiment (1621/3) - Weferling *1621†
- Niedersächsisches Kreis-Kavallerieregiment (1663/1) - Rauchhaupt *1663 - 1664† > Allianz/Braunschweig
- Niedersächsisches Kreis-Kavallerieregiment (1664/1) - Schack *1664†
- Niedersächsisches Kreis-Kavallerieregiment (1674/1) - Vieregge *1674 - 1675†